# Арутюнян-Сарьян, Аракси Арцруновна
Аракси́ Арцру́новна Сарья́н (Арутюнян) (17 августа 1937, Ленинакан — 26 сентября 2013, Ереван) — заслуженный деятель искусств Республики Армения (2008), кандидат искусствоведения, профессор Ереванской консерватории им. Комитаса.

## Биография
Родилась в семье артиста, директора Ленинаканского драматического театра Арцруна Арутюняна (1910—1994).
Училась в средней школе им. Пушкина в Ленинакане (окончила с медалью), а в также музыкальном училище им. Кара-Мурзы (диплом с отличием).
В 1955 году поступила в Ереванский государственный медицинский институт. Окончив с отличными оценками первый курс и перейдя на второй, оставила институт и поступила на историко-теоретическое отделение Ереванской консерватории им. Комитаса.
После окончания консерватории, в 1962 году стала аспиранткой Института археологии и этнографии при Академии наук Армянской ССР, под руководством выдающегося музыковеда Роберта Атаяна. В 1965 году работала младшим научным сотрудником в том же институте. В 1969 году защитила диссертацию по теме «Армянское городское народное песнетворчество (XIX—XX вв.)» и получила учёную степень кандидата искусствоведения.
Ещё будучи студенткой консерватории работала одновременно в средних музыкальных школах им. Т. Чухаджяна и П. Чайковского в качестве педагога по музыкальной литературе, а также музыкальным редактором в государственном радиокомитете.
Одна из первых лекторов Филармонии школьника.
Была активной участницей многих мероприятий общества «Знание».
С 1968 года до конца жизни преподавала в Ереванской государственной консерватории им. Комитаса. Вела курсы истории музыки. С 1995 года возглавляла кафедру истории музыки.
С 1966 года — член Союза композиторов Армении, являлась председателем секции музыковедения.
С 2004 года была председателем комиссии по присуждению музыкальных Государственных премий РА.

## Деятельность
- Научная — исследования, монографии, автор книг, редактор и переводчик
- Доклады на конференциях
- Вступительное слово на концертах
- Радио- и телепередачи
- Статьи, рецензии в союзной и республиканской прессе, в журналах, газетах

## Монографии
- «Армянское городское народное песнетворчество (19 — 20 в.в.)» («Հայ քաղաքային ժողովրդական երգարվեստը»). Редактор Р. Атаян. «Этнография и фольклор», 4-й том (стр. 85 — 174). Ереван, изд. АН Арм ССР, 1973
- «Медея Абрамян» (в соавторстве с А. Барсамян) («Մեդեա Աբրահամյան»). Ред. З. Тер-Казарян, Ереван, изд. «Арчеш» , 2000
- «Сирвард Гараманук. Жизнь, осмысленная музыкой» («Սիրվարդ Գարամանուկ: Երաժշտությամբ իմաստավորված կյանք»). Ред. Г. Бахчинян. Ереван, изд. Музея литературы и искусства, 2007
- «Татул Алтунян и армянская песня и танец» («Թաթուլ Ալթունյանը և հայ երգն ու պարը»). Ред. А. Енокян. Ереван, изд. «Комитас», 2008
- «Левон Мамиконян. Музыка, сопровождающая жизнь» («Լևոն Մամիկոնյան: Երժշտությունը` կյանքի ուղեկից») . Ред. А. Енокян. Ереван, изд. «Комитас», 2010
- «Самсон Гаспарян. Музыковед и деятель» («Սամսոն Գասպարյան: Երաժշտագետն ու գործիչը»). Ред. М. Ароян, Составитель архивных материалов Ц. Бекарян. Ереван, изд. «Комитас», 2010
- Спецредактор армянского перевода монографии Сергея Яковенко «Волшебная Зара Долуханова». Ереван, изд. «Амроц Груп», 2009

## Семья
- Отец — Арцрун Арутюнян (1910—1994) — артист, директор Ленинаканского драматического театра, народный артист Армянской ССР
- Дядя — Вараздат Арутюнян (1909—2008) — историк армянской архитектуры, академик НАН РА, заслуженный деятель искусств Армянской ССР
- Мать — Софья Акопян (1911—2003) — учительница
- Муж — Лазарь Сарьян (1920—1998) — композитор, педагог, народный артист СССР
  - Дочь — Сарьян Лусик Лазаревна (1969—1991) — пианистка
  - Дочь — Сарьян Софья Лазаревна (р. 1971) — главный хранитель Дома-музея М. Сарьяна
    - Внук — Давид Тигранович Нерсесян (р. 1996)
    - Внучка — Лусик Тиграновна Нерсесян (р. 1999)
    - Внук — Эмиль Тигранович Нерсесян (р. 2009)